# Venta Gaspar
Venta Gaspar es una localidad y pedanía del municipio de Almería (Andalucía-España) situado a 7 km del núcleo principal. En 2014 contaba con 451 habitantes (INE).

## Economía
Se basa en la agricultura intensiva de cultivo en invernadero de hortalizas y vegetales.